# Eleccions a Estònia
Estònia tria una legislatura a nivell nacional. El Riigikogu té 101 membres, elegits per un període de quatre anys mitjançant representació proporcional amb un llindar electoral del 5 %. El cap d'Estat —el president— és elegit per un període de cinc anys pel parlament —de la primera a la tercera ronda— o per un col·legi electoral —a partir de la quarta ronda—. En l'àmbit local, Estònia tria consells de govern local, la mida dels quals varia. La llei electoral estableix la mida mínima d'un consell segons la mida del municipi. Els consells de govern local també s'elegeixen mitjançant representació proporcional.
- El nombre mínim de membres del consell es prescriu que sigui almenys de 7 escons
- Més de 2.000 habitants: almenys 13 escons
- Més de 5.000 habitants: almenys 17 escons
- Més de 10.000 habitants: almenys 21 escons
- Més de 50.000 habitants: almenys 31 escons
- Més de 300.000 habitants: almenys 79 escons

Estònia té un sistema multipartidista amb nombrosos partits. Sovint, cap partit té l'oportunitat d'obtenir el poder sol i els partits han de treballar junts per formar govern de coalicións.

## Votació
Els residents sense ciutadania estoniana no poden votar al Riigikogu —el parlament nacional—. Els residents sense la ciutadania d'un estat membre de la Unió Europea no poden votar al Parlament Europeu ni als consells municipals.
Els ciutadans estrangers van ser elegibles per votar a les eleccions locals —municipals— a Estònia fins al 2025, i les darreres eleccions en què van poder votar van ser les municipals del 2021. Els residents apàtrides, o els anomenats «no ciutadans» que posseeixen el passaport d'estranger d'Estònia, són elegibles per votar fins a les eleccions municipals del 2025, però no després.
El vot per internet es basa en la targeta d'identitat estoniana. Cada votant té dret a verificar i canviar el seu vot electrònicament. Si el votant també ha votat amb una papereta en paper, llavors només es tindrà en compte aquesta darrera.

## Resultats de les diferents eleccions
- Eleccions legislatives estonianes de 1920
- Eleccions legislatives estonianes de 1923
- Eleccions legislatives estonianes de 1926
- Eleccions legislatives estonianes de 1929
- Eleccions legislatives estonianes de 1932
- Eleccions legislatives estonianes de 1938
- Eleccions legislatives estonianes de 1992
- Eleccions legislatives estonianes de 1995
- Eleccions legislatives estonianes de 1999
- Eleccions legislatives estonianes de 2003
- Eleccions legislatives estonianes de 2007
- Eleccions legislatives estonianes de 2011
- Eleccions legislatives estonianes de 2015
- Eleccions legislatives estonianes de 2019
- Eleccions legislatives estonianes de 2023